# Frederick Campbell (3. hrabia Cawdor)
Frederick Archibald Vaughan Campbell (ur. 13 lutego 1847 w Windsorze w hrabstwie Berkshire, zm. 8 lutego 1911 w Londynie) – brytyjski polityk, członek Partii Konserwatywnej, minister w rządzie Arthura Balfoura.

## Życiorys
Był najstarszym synem Johna Campbella, 2. hrabiego Cawdor, i Sarah Compton-Cavendish, córki generała Henry’ego Cavendisha. Od 1860 r. nosił tytuł grzecznościowy wicehrabiego Emlyn. Wykształcenie odebrał w Eton College oraz w Christ Church na Uniwersytecie Oksfordzkim.
W latach 1874–1885 zasiadał w Izbie Gmin jako reprezentant okręgu Carmarthenshire. W latach 1895–1905 był przewodniczącym Great Western Railway. Od 1896 r. był Lordem Namiestnikiem Pembrokeshire. Po śmierci ojca w 1898 r. odziedziczył tytuł 3. hrabiego Cawdor i zasiadł w Izbie Lordów. Od 1899 r. był adiutantem wpierw królowej Wiktorii, a następnie króla Edwarda VII. W 1905 r. był przez kilka miesięcy pierwszym lordem Admiralicji.
16 września 1868 r. w Stoke Rochford poślubił Edith Turnor (20 stycznia 1844 – 2 września 1926), córkę Christophera Turnora i lady Caroline Finch-Hatton, córki 10. hrabiego Winchilsea. Frederick i Edith mieli razem sześciu synów i czterech córek:
- Edith Aline Caroline Campbell (11 lipca 1869 – 20 maja 1944), żona Charlesa Fergusona, miała dzieci
- Hugh Frederick Vaughan Campbell (21 czerwca 1870 – 7 stycznia 1914), 4. hrabia Cawdor
- Nigel Campbell (18 listopada 1873 – 20 lipca 1951), duchowny, ożenił się z Violet Kerr, miał dzieci
- Mabel Marjorie Campbell (24 lutego 1876 – 13 stycznia 1966), żona sir Henry’ego Beresforda-Peirse'a, 4. baroneta, miała dzieci
- podpułkownik Ralph Alexander Campbell (18 lutego 1877 – 1 sierpnia 1945), oficer Orderu Imperium Brytyjskiego, weteran kampanii sudańskiej 1898 r. i II wojny burskiej, ożenił się z Marjorie Fowler i Marjorie Devas, miał dzieci z obu małżeństw
- Lilian Katherine Campbell (13 lipca 1879 – 2 stycznia 1918), żona Richarda Beresforda-Peirse'a, miała dzieci
- Elidor Ronald Campbell (7 maja 1881 – 15 grudnia 1957), ożenił się z Violet Bulwer-Marsh, miał dzieci
- pułkownik Ian Malcolm Campbell (17 listopada 1883 – 11 marca 1962), weteran I wojny światowej, odznaczony Distinguished Service Order, Lord Namiestnik Nairnshire, ożenił się z Marion Stirling, nie miał dzieci
- major Eric Octavius Campbell (3 grudnia 1885 – 4 czerwca 1918), odznaczony Distinguished Service Order, zmarł z ran odniesionych podczas I wojny światowej
- Muriel Dorothy Campbell (25 lipca 1887 – 23 października 1934)

Lord Cawdor zmarł w 1911 r. Tytuł parowski odziedziczył jego najstarszy syn, Hugh.